# TMEM69
TMEM69 (англ. Transmembrane protein 69) – білок, який кодується однойменним геном, розташованим у людей на короткому плечі 1-ї хромосоми.  Довжина поліпептидного ланцюга білка становить 247 амінокислот, а молекулярна маса — 27 551.
| 10         |  | 20         |  | 30         |  | 40         |  | 50         |
| ---------- |  | ---------- |  | ---------- |  | ---------- |  | ---------- |
| MLRFIQKFSQ |  | ASSKILKYSF |  | PVGLRTSRTD |  | ILSLKMSLQQ |  | NFSPCPRPWL |
| SSSFPAYMSK |  | TQCYHTSPCS |  | FKKQQKQALL |  | ARPSSTITYL |  | TDSPKPALCV |
| TLAGLIPFVA |  | PPLVMLMTKT |  | YIPILAFTQM |  | AYGASFLSFL |  | GGIRWGFALP |
| EGSPAKPDYL |  | NLASSAAPLF |  | FSWFAFLISE |  | RLSEAIVTVI |  | MGMGVAFHLE |
| LFLLPHYPNW |  | FKALRIVVTL |  | LATFSFIITL |  | VVKSSFPEKG |  | HKRPGQV    |

A: Аланін

C: Цистеїн

D: Аспарагінова кислота

E: Глутамінова кислота

F: Фенілаланін

G: Гліцин

H: Гістидин

I: Ізолейцин

K: Лізин

L: Лейцин

M: Метіонін

N: Аспарагін

P: Пролін

Q: Глутамін

R: Аргінін

S: Серин

T: Треонін

V: Валін

W: Триптофан

Локалізований у мембрані.